# Iglesia de la Gracia (Providence)
La Iglesia de la Gracia (en inglés la Iglesia de la Gracia) es una iglesia episcopal histórica en 300 Westminster Street en Mathewson Street en el Downtown de la ciudad Providence, la capital del estado de Rhode Island (Estados Unidos). Fue construida en 1845-46 y diseñada por Richard Upjohn en estilo neogótico.
La iglesia se agregó al Registro Nacional de Lugares Históricos en 1972 y es parte del Distrito Histórico del Centro de Providence.

## Descripción
El edificio de la iglesia fue diseñado por el arquitecto Richard Upjohn y construido entre 1845 y 1846, cuando el área tenía un carácter mucho más residencial. Es una expresión relativamente simple del estilo neogótico y es notable como el primer edificio en el que Upjohn usó la asimetría en la masa de una iglesia. En 1912, Cram, Goodhue & Ferguson agregaron una casa parroquial que se conecta con la iglesia a través de varias escaleras y pasajes estrechos y sinuosos. La casa parroquial fue remodelada y ampliada en 1950 por Harkness & Geddes.
El cementerio de la Iglesia de la Gracia es una parcela de tierra triangular ubicada aproximadamente a una milla al suroeste de la iglesia, en la intersección de Broad Street y Elmwood Avenue en el distrito histórico de Trinity Square. La iglesia compró cuatro acres aquí en 1834 y duplicó su tamaño en 1843. La cabaña de un cuidador fue construida entre 1859 y 1860 en estilo neogótico. La casa de campo, parte del distrito histórico de Providence, fue restaurada varias veces: en 1982, 2008 y nuevamente en 2010. El cementerio es un objetivo frecuente de vandalismo, con muchas lápidas tumbadas y rotas.

## Historia
Para 1829, la población de Providence se estaba extendiendo desde el lado este del río Providence hacia el oeste. 25 feligreses de la Iglesia Episcopal de San Juan en el lado este de Providence construyeron una pequeña iglesia en el sitio del antiguo Teatro de Providence en el lado oeste. Para 1835, la congregación creció a 260, y para 1844, el edificio se estaba volviendo demasiado pequeño e inseguro. Richard Upjohn, el arquitecto más destacado de su tiempo, fue contratado para diseñar un nuevo edificio en el mismo sitio. El nuevo edificio (actual) se completó en 1846.
la Iglesia de la Gracia se incluyó en el Registro Nacional de Lugares Históricos en 1972.
A principios del siglo XXI, la iglesia necesitaba urgentemente reparaciones, ya que su mampostería se estaba desmoronando y las vidrieras goteaban. El cierre de la Catedral de St. John en 2012 ejerció una presión adicional sobre la Iglesia de la Gracia. En 2015, se llevó a cabo un proyecto de restauración multimillonario para expandir y preservar la Iglesia de la Gracia. Además de las reparaciones, el antiguo salón parroquial se ampliará con una estructura accesible de un solo piso acristalada, que permitirá que la iglesia albergue cenas y eventos.